# Нижнее Бородкино
Нижнее Бородкино, Бородкино Нижнее, Бородкино — упразднённая деревня в Великоустюгском районе Вологодской области России. Входила (по состоянию на 1940 год) в состав Шемогодского сельсовета. Ныне улица Бородкино рабочего посёлка Кузино.

## География
Местность находится в северо-восточной части области, в подзоне средней тайги, на берегу Кузинского затона (искусственного сооружения на месте бывшей Кузинской курьи, части старого русла реки Юг):172, на расстоянии примерно 2 километров (по прямой) к юго-востоку от города Великий Устюг, административного центра района.

### Климат
Климат характеризуется как умеренно континентальный, с холодной продолжительной зимой и умеренно тёплым летом. Среднегодовая температура воздуха — +1,5 °C. Средняя температура воздуха самого холодного месяца (января) — −13,8 °C, средняя температура самого тёплого (июля) — +16,8 °С. Годовое количество атмосферных осадков составляет около 673 мм, из которых около 445 мм выпадает в тёплый период. Снежный покров держится в течение 166 дней.

## История
В «Списке населенных мест Вологодской губернии по сведениям 1859 года» населённый пункт упомянут как казённая деревня Бородкино Устюжского уезда, расположенная при озере Есиплевском, в 5 верстах от уездного города. В деревне имелось 8 дворов, в них проживало 55 человек (23 мужчины и 32 женщины).:406.
По данным 1914 года, деревня разделилась на Бородкино Верхнее и Бородкино Нижнее. Оба селения входили в состав Богородского сельского общества Шемогодской волости Велико-Устюгского уезда. Расстояние до волостного правления: Бородкино Верхнее  — в 10 верстах, Бородкино Нижнее — в 9. От уездного города и от пристани: Бородкино Верхнее — 7 вёрст, Бородкино Нижнее — 5. Оба селения в 46 верстах от железнодорожной станции. Проживали в них по переписи 1911 года: Бородкино Верхнее  — 38 человек (18 мужчин, 20 женщин), Бородкино Нижнее — 47 человек (23 мужчины и 24 женщины):363-364.
7 января 1939 года Указом Президиума Верховного Совета РСФСР населенные пункты Жилкино и Яиково, а также подчиненные в административно-хозяйственном отношении городскому Совету населённые пункты Сметанино, Соколово, Маринино, Михайловская, Коромыслово, Есиплево, Бородкино, Боровичи, Пятницкое Сельцо были включены в городскую черту:69.
Вошла в состав рабочего посёлка Кузино:172.